# David Lloyd Jones
David Lloyd Jones, född 1944 i Victoria, är en australisk botaniker som är expert på orkidéer. Han har en kandidatexamen i agronomi vid University of Melbourne. Jones beskrev sin första orkidé, Corybas hispidus 1973.
Jones har identifierat, beskrivit, namngett och illustrerat över 300 arter och flera släkten orkidéer, både ensam och tillsammans med kolleger. Han har tagit kännedomen om australiska orkidéer till en ny nivå genom att, direkt eller indirekt, identifiera över 1 300 arter i Australien, där många ännu inte beskrivits. Han har därigenom dubblat antalet kända arter sedan han började 1986.
Auktorsnamnet D.L. Jones kan användas för David Lloyd Jones i samband med ett vetenskapligt namn inom botaniken; se Wikipediaartiklar som länkar till auktorsnamnet.